# Knut Tørum
Knut Kjartan Tørum (Bergen, 16 agosto 1971) è un allenatore di calcio ed ex calciatore norvegese, di ruolo difensore.

## Carriera

### Allenatore
Tørum fu in passato allenatore del Moss. Portò la squadra alle qualificazioni per la Tippeligaen nel 2005. Ad agosto 2006, sostituì Per-Mathias Høgmo, che chiese un permesso malattia, alla guida del Rosenborg (prima ne era assistente): ebbe un ottimo inizio, che portò ad otto vittorie consecutive (record per il club) e che fece diventare Tørum allenatore del mese di agosto ed ottobre. Il Rosenborg rese noto che Høgmo sarebbe tornato alla guida della squadra a partire dalla stagione seguente, nonostante i successi di Tørum. Portò comunque il club alla vittoria in campionato. Il 31 ottobre, Høgmo decise di ritirarsi dal mondo del calcio e Tørum fu nominato definitivamente nuovo allenatore della squadra. Fu anche nominato tecnico dell'anno.
Nel campionato 2007, però, non riuscì a ripetere i successi dell'anno precedente, ma guidò il Rosenborg nella Champions League 2007-2008, che portò ad un insperato doppio successo per due a zero contro il Valencia. Rassegnò le dimissioni il giorno dopo il secondo successo sugli spagnoli. Successivamente, tornò a fare l'assistente, questa volta nello Stabæk. Dal 2009, ricopre il ruolo di tecnico dello Start. Il 22 giugno 2011 rassegnò le dimissioni da questa posizione. Quando Per Joar Hansen abbandonò la federazione norvegese per diventare allenatore del Rosenborg, la Norvegia Under-23 fu affidata a Knut Tørum. Il 4 giugno 2014, diventò allenatore dell'Arendal. Il 10 settembre successivo, rinnovò il contratto che lo legava al club per altre tre stagioni. Il 12 giugno 2017 venne sollevato dall'incarico.

## Palmarès

### Allenatore

#### Club
- Tippeligaen: 1

Rosenborg: 2006.

#### Individuale
- Premio Kniksen per il miglior allenatore dell'anno: 1

2006